# Bắc Lương
Nhà Bắc Lương (397 – 439) là một nước trong thời kỳ Ngũ Hồ thập lục quốc do Thư Cừ Mông Tốn (368 – 433, người Tiên Ty) chiếm Trương Dịch, Tây Quận thành lập.

## Lịch sử
Năm 397 (Thần Man nguyên niên, Bắc Lương) Thư Cừ Mông Tốn làm phản Hậu Lương rồi tôn một quan thượng thư người Hán của Hậu Lương là Đoàn Nghiệp lên làm Lương Vương, đóng đô ở Trương Dịch (nay thuộc Cam Túc), sử gọi là Bắc Lương. Lữ Soạn đem 50 ngàn quân đánh nước Bắc Lương, bị đại bại tại Hợp Ly nên đành kéo quân về.
Năm 401, Mông Tốn lại giết Đoàn Nghiệp, tự lập làm vua, tước hiệu Trương Dịch Công, dời đô về Cô Tang, sau đó xưng là Hà Tây Vương. Năm 418 Bắc Lương là một chư hầu của Đông Tấn. Năm 429, Mông Tốn vượt sông Hoàng Hà, chinh phạt nước Tây Tần. Mông Tôn sai Thái tử Hưng Quốc đi tiền phong. Vua Tây Tần Khất Phục Mộ Mạt phản công phá thành và bắt được Hưng Quốc.
Mông Tốn coi trọng và hợp tác với địa chủ tộc Hán, chấn hưng học hiệu, tôn sùng Nho học, phát triển nông nghiệp, đề xướng tiết kiệm. Thế nhưng, chế độ chính trị không hoàn bị, triều đình không có kỷ cương, thưởng phạt không công minh.
Năm 433 Thư Cừ Mục Kiện lên ngôi vua, gả Công chúa Hưng Bình cho Thái Vũ Đế Thác Bạt Đào nhà Bắc Ngụy. Vua Ngụy phái An Tây Tướng quân Lý Thuận đến sắc phong cho Thư Cừ Mục Kiến làm Thứ sử Lương Châu, Hà Tây Vương.

## Bắc Ngụy tấn công
Tháng 6 năm 439, Thái Vũ Đế thân chinh cầm quân đánh Bắc Lương, phái Phủ quân Đại tướng quân Vĩnh Xương Vương Thác Bạt Kiến, Thượng thư lệnh Lưu Cát, Thường Sơn Vương Thác Bạt Tổ làm tiên phong chia quân làm 2 ngả. Tháng 8, quân Bắc Ngụy bắt được 20 vạn gia súc. Thư Cừ Mục Kiến nghe tin phái em là Thư Cừ Đông Lai ra ngoài thành nghênh chiến bị đại bại. Quân Ngụy bao vây Cô Tang đến tháng 9 thành bị chiếm, Thư Cừ Mục Kiến đem 5 ngàn quan lại và 20 vạn dân trong thành ra hàng. Bắc Lương diệt vong, trước sau tồn tại 43 năm.
Sau đó một nhóm người của Bắc Lương do Thủ Cừ Ngô Hội dời đến Thổ Lỗ Phồn, Cao Xương (thuộc Tân Cương) và tồn tại ở đó cho đến khi bị người Nhu Nhiên tiêu diệt năm 460. Số người Hán ở Cao Xương có đến vạn hộ.

## Các vua Bắc Lương
- Kiến Khang Công Đoàn Nghiệp (397 – 400)
- Thái Tổ Vũ Tuyên Vương Thư Cừ Mông Tốn (401 - 432), niên hiệu Vĩnh An, Huyền Thủy, Thừa Huyền, Nghĩa Hòa
- Ai Vương Thư Cừ Mục Kiền (433 – 439) niên hiệu Vĩnh hòa
- Thư Cừ Vô Húy (443)
- Thư Cừ An Chu (444 - 460)

|                                                  |                                                  |                                                  |                                                  |                                                  |                                                  |  |  | Bắc Lương Vũ Tuyên Vương Thư Cừ Mông Tốn 368-401-433     |                                                          |                                                          |                                                          |                                                          |                                                          |  |  |                                                          |                                                          |                                                          |                                                          |                                                          |                                                          |
|                                                  |                                                  |                                                  |                                                  |                                                  |                                                  |  |  |                                                          |                                                          |                                                          |                                                          |                                                          |                                                          |  |  |                                                          |                                                          |                                                          |                                                          |                                                          |                                                          |
|                                                  |                                                  |                                                  |                                                  |                                                  |                                                  |  |  |                                                          |                                                          |                                                          |                                                          |                                                          |                                                          |  |  |                                                          |                                                          |                                                          |                                                          |                                                          |                                                          |
| Bắc Lương Ai Vương Thư Cừ Mục Kiền ?-433-439-447 | Bắc Lương Ai Vương Thư Cừ Mục Kiền ?-433-439-447 | Bắc Lương Ai Vương Thư Cừ Mục Kiền ?-433-439-447 | Bắc Lương Ai Vương Thư Cừ Mục Kiền ?-433-439-447 | Bắc Lương Ai Vương Thư Cừ Mục Kiền ?-433-439-447 | Bắc Lương Ai Vương Thư Cừ Mục Kiền ?-433-439-447 |  |  | Bắc Lương Cao Xương Hà Tây Vương Thư Cừ Vô Húy ?-439-444 | Bắc Lương Cao Xương Hà Tây Vương Thư Cừ Vô Húy ?-439-444 | Bắc Lương Cao Xương Hà Tây Vương Thư Cừ Vô Húy ?-439-444 | Bắc Lương Cao Xương Hà Tây Vương Thư Cừ Vô Húy ?-439-444 | Bắc Lương Cao Xương Hà Tây Vương Thư Cừ Vô Húy ?-439-444 | Bắc Lương Cao Xương Hà Tây Vương Thư Cừ Vô Húy ?-439-444 |  |  | Bắc Lương Cao Xương Hà Tây Vương Thư Cừ An Chu ?-444-460 | Bắc Lương Cao Xương Hà Tây Vương Thư Cừ An Chu ?-444-460 | Bắc Lương Cao Xương Hà Tây Vương Thư Cừ An Chu ?-444-460 | Bắc Lương Cao Xương Hà Tây Vương Thư Cừ An Chu ?-444-460 | Bắc Lương Cao Xương Hà Tây Vương Thư Cừ An Chu ?-444-460 | Bắc Lương Cao Xương Hà Tây Vương Thư Cừ An Chu ?-444-460 |